# Urad Vlade Republike Slovenije za makroekonomske analize in razvoj
Urad Vlade Republike Slovenije za makroekonomske analize in razvoj (kratica UMAR) je služba Vlade Republike Slovenije, ki spremlja in vrednoti gospodarska gibanja ter razvoj v ekonomski in socialni perspektivi. 
Glavne naloge UMAR:
- spremljanje in analiziranje gibanj in razvoja z ekonomskega, socialnega in okoljskega vidika;
- spremljanje in analiziranje uresničevanja razvojnih  usmeritev države; priprava letnega poročila o razvoju;
- priprava makroekonomskih napovedi in drugih strokovnih podlag za javnofinančno načrtovanje in ukrepe ekonomske politike;
- analiziranje produktivnosti in konkurenčnosti v vlogi nacionalnega odbora za produktivnost;
- raziskovalno delo.

#### Zgodovina in opis
Kmalu po drugi svetovni vojni je bil ustanovljen Zavod LRS/SRS za planiranje, ki je bil usmerjen predvsem v preučevanje stanja in razvoja gospodarske in družbene dejavnosti. Po letu 1975 se je ta zavod združil z Zavodom SRS za regionalno prostorsko planiranje. Združeni zavod je pripravljal letne resolucije o ekonomski politiki, srednjeročne in dolgoročne družbene načrte ter strokovne analize o gospodarskem, socialnem in regionalnem oziroma prostorskem razvoju.  
Leta 1991 je Zavod doživel novo reorganizacijo. Prostorski sektor so vključili v Ministrstvo RS  za okolje in prostor, del gospodarskega sektorja pa se je priključil Ministrstvu RS za finance. Nekdanji Zavod SRS za družbeno planiranje se je preimenoval v Zavod RS za makroekonomske analize in razvoj (ZMAR), leta 1994 pa v Urad za makroekonomske analize in razvoj (UMAR). V UMAR je bila opravljena vsebinska in tehnična koordinacija ključnih strateških dokumentov Slovenije, med njimi so Strategija gospodarskega razvoja Slovenije, Strategija Republike Slovenije za vključitev v Evropsko unijo (ekonomski in socialni del), Skupna ocena prednostnih nalog srednjeročne ekonomske politike Slovenije, Strategija razvoja Slovenije. UMAR sodeluje tudi pri pripravi proračunskega memoranduma, državnega razvojnega programa in programa stabilnosti.  
Do sprejetja Zakona o spremembah in dopolnitvah zakona o Vladi Republike Slovenije (Uradni list RS št. 119 z dne 22. 12. 2000) je bil UMAR organ v sestavi Ministrstva za ekonomske odnose in razvoj, od uveljavitve tega zakona pa je samostojna vladna služba. Vodi jo direktor, ki je neposredno odgovoren predsedniku vlade. Glede strokovnih in metodoloških vprašanj, ki zadevajo uporabo metodologij analize in napovedovanja ter interpretacij rezultatov, je UMAR strokovno samostojen.

## Dokumenti in publikacije
Osrednji dokumenti so: Pomladanska in Jesenska napoved gospodarskih gibanj, ki vključujeta napovedi za tekoče in dve prihajajoči leti ter Vladi RS služita kot strokovna podlaga za vodenje ekonomske politike, ter Poročilo o razvoju, ki spremlja uresničevanje Strategije razvoja Slovenije. Svoje analize in rezultate raziskovalnega dela objavljajo še v številnih publikacijah, med drugim v Ekonomskem ogledalu, Ekonomskih izzivih, Socialnih razgledih, IB Reviji in Delovnih zvezkih.